# 氏
氏是漢字文化圈姓的分支。随着同一祖先的子孙繁衍增多，这个家族往往会分成若干支散居各处。各个分支的子孙除了保留姓以外，另外为自己取一个称号作为标志，这就是“氏”。也就是说，姓是一个家族的所有後代的共同称号，而氏则是从姓中衍生出来的分支。
氏會随着封邑、官职的改变而改变，因此会有一个人的後代有几个氏或者父子两代不同氏。另外，不同姓之间可能会以同样的方式命氏，因此会出现姓不同而氏相同的现象。

## 歷史
在周朝以前，贵族除了有姓之外，还往往以国、官位为氏。而一般人没有姓，也没有氏。当时只有诸侯国的国君及其家族才有姓，而氏则是赐封了土地以後才有。
贵族获得氏的方式有：
- 以国名为氏
- 以邑（封邑）名为氏
- 以官名为氏
- 以职业名为氏
- 以住地之名为氏
- 以同周王或侯君主血缘关系远近之称为氏
- 以贵族的字为氏。

在夏商周三代，男子称氏，女子称姓。氏用来区别贵贱，贵族有氏，贫民有名无氏。姓用来区别婚姻。同姓不能通婚，姓同氏不同也不能通婚，而氏同姓不同则可以通婚。後来在中国一直保持了这种传统，同姓之人通婚被视为禁忌。直到现代，这种传统才被逐渐打破，但是许多地方民间仍然不赞成同姓通婚。
春秋战国时期，礼崩乐坏，宗法制度瓦解，姓氏制度也发生根本变革。这时氏开始转变为姓。战国以後，平民也有姓，百姓遂成为民众的通称。这反映了贵族的没落，平民地位的上升。
秦汉以後，姓与氏合一，遂称“姓氏”。

### 上古
- 盤古氏
- 天皇氏
- 地皇氏
- 人皇氏
- 有巢氏
- 赫天氏（盤古氏五世之苗裔）
- 赫胥氏（炎帝）
- 胥勃氏（盤古氏五世之苗裔）
- 立莫氏（盤古氏五世之苗裔）
- 金輪氏（盤古氏苗裔）
- 少海氏（盤古氏苗裔）
- 燧人氏
- 女媧氏
- 伏羲氏
- 庖犧氏
- 大皞氏（太昊包犧氏）
- 金虹氏（盤古氏苗裔、東嶽大帝－伏羲氏封為古歲太華真人）
- 金蟬氏
- 赫蘇氏
- 華胥氏
- 防風氏
- 汪芒氏
- 少典氏
- 有蟜氏（安登、又曰任姒，生子神農）
- 神農氏（炎帝）
- 有焱氏（炎帝神農氏）
- 魁隗氏（炎帝神農氏）
- 連山氏（炎帝神農氏）
- 列山氏（炎帝神農氏）
- 烈山氏（炎帝神農氏、桂）
- 厲山氏（炎帝神農氏）
- 伊耆氏（炎帝神農氏）
- 朱襄氏（炎帝神農氏）
- 榆罔氏（末代炎帝夸父）
- 軒轅氏（黃帝）
- 有熊氏（黃帝）
- 西陵氏（嫘祖、嫫母）
- 方雷氏（女節）
- 彤魚氏
- 共工氏
- 顓頊氏（祝融）－《左傳》昭公二十九年
- 祝融氏（赤帝）
- 月氏
- 青陽氏（少昊、摯）
- 金天氏（少昊）
- 窮桑氏（少昊）
- 雲陽氏（少昊）
- 桑扈氏（少昊）－漢·蔡邕·獨斷上
- 少皞氏
  - 以鳥名官－《左傳》昭公十七年 
    - 鳳鳥氏（歷正）
    - 玄鳥氏（司分）
    - 伯趙氏（司至）
    - 青鳥氏（司啟）
    - 丹鳥氏（司閉）
    - 祝鳩氏（司徒）
    - 鴡鳩氏（司馬）
    - 鳲鳩氏（司空）
    - 爽鳩氏（司寇）
    - 鶻鳩氏（司事）
- 蜀山氏（昌僕，生子顓頊）
- 高陽氏（顓頊、八愷）
- 高辛氏（帝嚳、八元）
- 娵訾氏（常儀，生子摯）
- 陳豐氏（慶都，生子堯）

### 唐堯
- 陶唐氏（帝堯）
- 散宜氏（名女皇，生子丹朱）
- 有苗氏（驩兜）

### 虞舜
- 有虞氏（帝舜）
- 少皞氏（窮奇）
- 帝鴻氏（混沌）
- 縉雲氏（饕餮）
- 顓頊氏（女修、檮杌）
- 有窮氏（后羿）
- 有莘氏（女志，生子禹）
- 有邰氏（姜嫄，生子后稷）
- 有娀氏（簡狄，生子契）

### 夏
- 夏氏（啟）
- 有夏氏
- 塗山氏（嬌，生子啟）
- 皋陶氏（益）
- 有扈氏
- 有夏氏
- 有窮氏（羿）
- 有鬲氏（靡）
- 伯明氏（寒浞）
- 有和氏
- 有羲氏
- 有仍氏（少康）
- 斟鄩氏
- 斟尋氏
- 鳥俗氏（大廉，伯益之長子，嬴姓）
- 費氏（若木，伯益之次子，嬴姓，夏朝時期徐國國君）

### 商
- 有緍氏
- 有蘇氏（妲己）

### 西周
- 摯任氏（太任）
- 有褒氏（褒姒）
- 鮮虞氏

### 春秋

#### 鲁国
- 三桓：季孫氏、 叔孫氏、孟孫氏（鲁桓公之后）
- 臧氏：鲁孝公之后

#### 齐国
- 国氏：齐太公庶子之后

#### 晋国
- 韩氏：曲沃桓叔庶子韩万之后

#### 卫国
- 司寇氏：卫灵公之后

#### 宋国
- 孔氏：宋湣公之后
- 戴氏：宋戴公之后
- 向氏：宋桓公之后

#### 郑国
- 七穆：子驷氏、子罕氏、子国氏、子良氏、子印氏、子游氏、子丰氏（郑穆公之后）

#### 陈国
- 夏氏：陈宣公之后

#### 楚国
- 掞氏：若敖之后
- 阳氏：楚穆王之后
- 沈氏：楚庄王曾孙沈尹戍之后
- 昭氏：楚昭王之后
- 屈氏：楚武王庶子屈瑕之后
- 景氏：楚平王之后

## 相關
- 氏 (日本)
- 氏族
- 氏族志
- 中文姓氏
- 萬家姓
- 百家姓
- 盤古王表
- 姓氏
- 漢字姓氏
- 中國姓氏
- 汉名
- 春秋人物
- 戰國人物
- 世族
- 堂号
- 中国人名
- 表字
- 朝鮮姓氏
- 越南姓氏
- 漢姓列表
- 常见姓氏列表
- 中國姓氏列表
- 日本姓氏
- 日本姓氏列表
- 中國皇后及妃嬪列表
- 姓名學
- 《帝王世紀》
- 無名氏

## 外部連結
- 中華百家姓一覽